# Гран Плас
Гран Плас (на френски: Grand-Place; на нидерландски: Grote Markt) е централният площад на град Брюксел, столицата на Белгия.
Ограден от готически и барокови фасади, той е най-важният туристически обект в града и сред най-известните му забележителности, наред с Атомиума и Манекен Пис. Площадът има размери приблизително 68 на 110 m.
От 1998 г. Гран Плас е част от Списъка на световното наследство на ЮНЕСКО.

## История
През 10 век херцогът на Долна Лотарингия Карл изгражда укрепление на остров Сен Жери, мястото, на което река Сен става плавателна, с което поставя началото на днешния град Брюксел. В края на 11 век на мястото на пресушено блато близо до ограденото с пясъчни валове укрепление е създаден Долният пазар (Nedermerckt). Пазарът, разположен на мястото на днешния Гран Плас, се развива успоредно с нарастването на значението на Брюксел като търговски център на пътя, свързващ Рейнската област с графство Фландрия.
В началото на 13 век в североизточния край на Долния пазар са построени 3 покрити пазара – за месо, хляб и дрехи. Тези сгради принадлежат на херцозите на Брабант и дават възможност за продажби и при лошо време, както и за по-добър данъчен контрол на търговията. През следващите десетилетия около пазара се издигат и други дървени и каменни сгради.
Подобренията на Гран Плас от 14 век нататък са свързани с нарастващото значение на местните търговци и занаятчии за сметка на аристокрацията. Изпитващи постоянен недостиг на пари, херцозите отстъпват контрола върху мелниците и търговията на общинските власти. Подобно на съседните градове Мехелен и Льовен Брюкселската община изгражда голям покрит пазар за дрехи в южната част на площада. По онова време той все още има неправилна застройка и сградите около него имат множество дворове, градини и пристройки. Общината отчуждава и разрушава няколко сгради, разположени в средата на площада, и официално очертава неговите граници.
Сградата на Брюкселската община е построена на няколко етапа между 1401 и 1455 г. в югозападния край на площада. Тя се издига на височина 96 m и е увенчана с 3-метрова статуя на архангел Михаил, убиващ демон. В противовес на този символ на общинското могъщество между 1504 и 1536 г. херцозите изграждат срещу нея друга голяма сграда, известна като Къщата на краля ('s Conincxhuys, Maison du roi), въпреки че там никога не е живял крал. В съвременния нидерландски тя се нарича Хлебната къща (Broodhuis), тъй като е построена на мястото на първите покрити пазари, сред които и за хляб.
На 13 август 1695 г., по време на Деветгодишната война, френските войски, командвани от маршал Франсоа дьо Ньофвил дьо Вилроа, започват интензивен артилерийски обстрел на Брюксел, опитвайки се да отблъснат обсаждащите Намюр войски на Аугсбургската лига. В резултат на обстрела и започналите пожари Гран Плас и останалата част от града са почти изравнени със земята. На площада оцеляват само каменния скелет на Общината и отделни части от някои други сгради.
През следващите 4 години Гран Плас е построен наново от градските гилдии. Дейността им е регулирана от общината и испанския губернатор, които изискват плановете на сградите да бъдат предварително одобрени от тях. По този начин е постигнат забележително хармоничен вид на възстановения площад, въпреки разнородното съчетание на фасади в готически и бароков стил и стил Луи XIV.
В края на 18 век местните и френските революционери опустошават Гран Плас, разрушавайки статуи на благородници и християнски символи. Сградите на гилдиите са национализирани и разпродадени. През следващите години постройките са занемарени и състоянието им се влошава, фасадите са боядисвани, измазвани и увредени от замърсяването на въздуха. В края на 19 век по инициатива на общината Гран Плас е върнат към предишния си блясък, като сградите са преустроени или реставрирани. Площадът продължава да се използва като пазар до 19 ноември 1959 г.